# Scironis
Scironis és un gènere d'aranyes araneomorfes de la subfamília dels erigonins, dins de la família Linyphiidae . Es pot trobar als Estats Units i al Canadà.
Fou descrit per primera vegada per S. C. Bishop i C. R. Crosby l'any 1938.

## Llista d'espècies
Segons The World Spider Catalog 12.0:
- Scironis sima Chamberlin, 1949
- Scironis tarsalis (Emerton, 1911) (Espècie tipus)